# Teófilo Urdánoz
Teófilo Urdánoz Aldaz O.P. (6 de febrer de 1912, Echarri, Navarra - 8 de juny de 1987, Madrid) fou un frare dominic espanyol. Completà l'obra de fra Guillermo Fraile, Historia de la Filosofía (1956-1985) a l'editorial BAC.

## Biografia
El 1923 entrà al col·legi apostòlic de les Caldas de Besaya. L'hàbit el prengué al convent de Corias el 17 d'agost del 1927 i professà a l'Orde de Predicadors un any i un dia després. Va completar la formació al convent de Sant Esteve de Salamanca.
Durant els anys 1936-1938 va doctorar en teologia a la Universitat Pontifícia de Sant Tomàs d'Aquino de Roma i va seguir un curs de paleografia al Vaticà. En tornar a Espanya treballà com a capellà a l'exèrcit del Front de Madrid. Acabada la guerra, fou destinat al col·legi apostòlic de Corias (1939), on feu classes de francès i d'història. De 1949 a 1950 no va ensenyar perquè havia de recuperar-se d'una pleuritis. També va deixar la direcció de la revista La ciencia tomista, que havia dirigit entre el 1948 i el 1949. El 1960 l'envien a la Universitat de Friburg a Suïssa, de professor extraordinari durant cinc anys, a fer-hi cursos de teologia moral especulativa. Del 1965 al 1970 dirigeix l'Institut de Filosofia de Las Caldas de Besaya i l'editorial Estudios Filosóficos. Torna al convent de Sant Esteve, com a investigador i escriptor, encarregat de continuar la Historia de la Filosofía del pare Guillermo Fraile, que havia deixat sense acabar en morir el 1970. El desembre del 1973 és destinat, finalment, al convent de Santo Domingo el Real de Madrid, on continuà recercant i publicant de Historia de la Filosofía, feliçment conclosa amb el volum VIII el 1985.